# ミッキーマウスの不思議な鏡
『ミッキーマウスの不思議な鏡』（ミッキーマウスのふしぎなかがみ、英語： Disney's Magical Mirror Starring Mickey Mouse）は、任天堂とカプコン開発、ディズニー・インタラクティブ・スタジオ販売のニンテンドー ゲームキューブ用ディズニーゲームソフト。日本では2002年8月9日に任天堂より発売された。
同時期に発売されたゲームボーイアドバンス用ソフト『ミッキーとミニーのマジカルクエスト』との連動機能があった。

## ストーリー
ある晩、ベッドで寝ていたミッキーが物音に気づいて目を覚ますと、オバケが鏡の向こうで手招きしている。ベッドを抜け出し、オバケに誘われるまま鏡の中に飛び込むと、そのオバケにもとの世界に戻るための鏡を壊されてしまった。鏡の中の世界に散らばった鏡の破片を集めるために、ミッキーはたくさんの謎を秘めた鏡の中の世界を探検することになる。